# Sclerophrys pantherina
Sclerophrys pantherina és una espècie de gripau de la família dels bufònids. És endèmica de Sud-àfrica. Va ser descrit com a Bufo pantherinus per Andrew Smith el 1828.
El 2006 va ser reclassificat com a Amietophrynus i el 2016 aquest gènere una segona vegada va ser reanomenat Sclerophrys, en descorir l'anterioritat de l'espècie tipus Sclerophrys capensis, descrita per Tschudi el 1838.

## Descripció
El color de dalt és groc verdós, amb un nombre de grans taques color castany vermellós profundes, envoltades per una vora estreta de groc brillant, i una línia groga al centre de l'esquena.

## Hàbitat
El seu hàbitat inclou zones de matollar mediterranis, pantans, llacs i aiguamolls d'aigua dolça, terra arable, terres de pastures, àrees urbanes i estanys. Està amenaçada per la pèrdua del seu hàbitat, a més d'altres obstacles i barreres urbanes com murs, tanques electrificades, canals i carreteres. La fauna introduïda o exòtica com ànecs, peixos i algues també amenacen la qualitat de l'hàbitat on es reprodueixen, i l'èxit de la reproducció de les poblacions. La Unió Internacional per la Conservació de la Natura considera que aquesta espècie es troba en perill d'extinció.